# Verpa
Verpa  é um género de fungos ascomicetes aparentados com Morchella, aos quais se assemelham bastante.
A análise do ADN ribossómico de muitas espécies de Pezizales mostrou que o género Verpa estava intimamente relacionado com o género Morchella e também com Disciotis. Assim, os três géneros são agora incluídos na família Morchellaceae.
Espécies notáveis de Verpa incluem:
- Verpa bohemica - comestível se preparada corretamente. Encontrada na América do Norte, no início da primavera, em locais húmidos, debaixo de choupos.[2]

- Verpa conica - comestível se preparada corretamente. Encontrada na América do Norte, em pomares, no leste do Canadá.

- Verpa digialiformis